# Сабалета, Сусана
Сусана Сабалета Рамос (исп. Susana Zabaleta Ramos) (30 сентября 1964, Монклова, Коауила, Мексика) — известная мексиканская актриса театра и кино, певица, а также мастер дубляжа.

## Биография
Родилась 30 сентября 1964 года в Монклове. С детства увлеклась музыкой, и вскоре отправилась во Флоренцию, где стала актрисой оперных постановок, у неё голос — колоратурное сопрано, чуть позднее в связи с завершением актёрско-оперной карьеры во Флоренции переехала в Мехико и поступила в Высшую музыкальную школу. Участвовала в концертах вместе с камерным оркестром и играла роли в операх, в 1986 году её потянуло в драматический театр и на протяжении 2-х лет успешно играла роли в драматических постановках, за что получила две официальные награды и несколько любительских. В 1990 году дебютировала в мексиканском кинематографе и всего приняла участие в 21 работе в кино и телесериалах. Телесериалы Ад в маленьком городке, Страсти по Саломее и Огонь в крови оказались наиболее популярными в карьере актрисы, ибо они были проданы во многие страны мира и актриса вышла на мировой уровень. В 1991 году приняла участие в мюзикле Кошки, который выиграл ряд крупных наград. Начиная с 1995 года актриса и певица стала выпускать музыкальные альбомы на компакт-дисках. В 2011 году она создала и запустила своё собственное телешоу.

## Личная жизнь
Сусана Сабалета вышла замуж за Даниэля Грюнера и подарила ему одного ребёнка.

## Фильмография

### Телесериалы телекомпанииTelevisa
- 1990 — В лезвие смерти
- 1991 — Горькие цепи
- 1996 — Тень другого — Адвокат Амараль.
- 1997 — Ад в маленьком городке — Медарда Савала.
- 1998 — Свет на пути — Астрид.
- 2000 — Моя судьба — это ты — Эмма Пиментель.
- 2001-02 — Страсти по Саломее — Сусана.
- 2003 — Под одной кожей — Ивонн Акоста.
- 2007-08 — Огонь в крови — Рут.
- 2007-08 — Секс и другие секреты — София.
- 2008-09 — Благородные мошенники
- 2012 — Для неё я Ева — Ева Мария Леон Харамильо.
- 2013 — Новая жизнь

### Фильмы
- 1996 — Так поступают все: Школа влюблённых
- 1997 — Элиса перед концом света — мать Элисы.
- 1999 — Секс, стыд и слёзы — Ана.
- 2000 — Хроника завтрака

## Дубляж

### Мультфильмы
- 2015 — Оз: Нашествие летучих обезьян

## Театральные работы

### Оперные постановки
- Дидона и Эней
- Травиата
- Эликсир любви

## Дискография
С 1993 года по н. в. выпустила 21 компакт-диск с концертами.

## Награды и премии
Номинирована 8 раз на различные премии, из них в 7 ей удалось одержать достойную победу:
- 1996 — Diosa de Plata.
- 1998 — El Heraldo.
- 2000 — Ariel.
- 2001 — TVyNovelas (проигрыш).
- 2006, 2008 — Disco de Oro.
- 2006 — Disco de Platino.
- 2007 — Luna del auditorio.